# Obninsk
Obninsk (ruski: О́бнинск) je gradić u Kaluškoj oblasti u Rusiji. Zemljopisni položaj mu je 55°5' sjeverne zemljopisne širine i 36°36' istočne zemljopisne dužine.
Nalazi se 100 km jugozapadno od Moskve. 
Broj stanovnika: 
- 105.300 (procjena 2005.)
- 105.706 (popis 2002.).

## Povijest
DO 20. stoljeća je ovdje bilo selce, na kojem se razvilo gospodarsko imanje u 16. stoljeću. 
U drugom svjetskom ratu, Wehrmacht je zaposjeo ovo područje. Nakon drugog svjetskog rata, podignuto je umjetno naselje.
Naselje na mjestu današnjeg Obninska je izgrađeno 1946. godine.
, na mjestu naselja škole-internata S.T. Šackog (osnivač je bio pedagog Šacki 1911. godine). «Бодрая жизнь» ("Vedri život") i bivšega Španjolskog dječjeg doma .
Gradom je postalo 1956. godine. Ime je oznaka za obližnju platformu  željezničke postaje je bilo "Obninskoje". Ime toj platformi vodi podrijetlo od obitelji Obninskih, koje su bili vlasnici zemlje, preko čijeg je zemljišta prešla željeznička pruga.

## Općenito
Jedan je od glavnih ruskih znanstvenih gradova. Prvi atomski reaktor na svijetu za proizvodnju električne struje u velikom obujmu je otvoren u Obninsku. Nadnevak otvaranja je bio 27. lipnja 1954., a broj stanovnika također se udvostručio kao središte za obuku sovjetske prve atomske podmornice, Lenjinski Komsomol, ili K-3.  
Danas je grada domom dvanaestak znanstvenih istraživačkih ustanova, a njihove glavne djelatnosti kojima se oni bave su proizvodnja atomske energije, radijacijska tehnologija, medicinska radiologija, meteorologija, svemirska tehnika, s nadzornom postajom za umjetne satelite.

## Promet
Grad je lako dostupan vlakom od željezničke postaje "Kijevski" u Moskvi.

## Zanimljivosti
U Obninsku se nalazi istraživački toranj, koji je nešto veći od Eiffelova tornja. Građa mu je zapanjiva: toranj je promjera od samo 2 do 3 metra, stoga je osiguran s čeličnim kabelima. Rabi ga se u istraživačke svrhe i nije dopušten pristup turistima.

## Vanjske poveznice
- Službene stranice  Arhivirana inačica izvorne stranice od 31. siječnja 2009. (Wayback Machine)
- Официальный сайт Администрации города Обнинска
- Cправочный и новостной портал Обнинска
- Новости Обнинска  Arhivirana inačica izvorne stranice od 8. veljače 2006. (Wayback Machine)
- Обнинская Гражданская Сеть  Arhivirana inačica izvorne stranice od 8. listopada 2006. (Wayback Machine)
- Обнинск — вид из космоса от Google
- сообщество в Живом журнале, посвящённое Обнинску.